# مگان فالوز
مگان فالوز (انگلیسی: Megan Follows؛ زادهٔ ۱۴ مارس ۱۹۶۸) یک هنرپیشه اهل ایالات متحده آمریکا است. یکی از معروف‌ترین نقش‌آفرینی‌های او بازی در مینی‌سریال رؤیای سبز در نقش آن شرلی است. در سال ۱۹۹۱ با کریستوفر پورتر ازدواج کرد و در سال ۱۹۹۶ از او جدا شد. مگان فالوز دو فرزند دارد. وی در سه قسمت اول چهارگانه آن شرلی کوین سالیوان بازی کرد. او همچنین نقش‌آفرینی برجسته‌ای در نقش کاترین مدیچی در سریال حکومت داشت. او پس از تست گرفتن از صدها نفر برای این نقش برگزیده شد و این شخصیت را به خوبی به تصویر کشید.او در فیلم زمان سرنوشت بازی کرده است.

## چهارگانه آن شرلی کوین سالیوان
1. آن در گرین گیبلز (فیلم ۱۹۸۵) (Anne of Green Gables 1985 film) - نام دیگر : سریال رویای سبز
2. آن در گرین گیبلز، دنباله (فیلم ۱۹۸۷) (Anne of Green Gables: The Sequel 1987 film)
3. آن در گرین گیبلز : ادامه داستان (مجموعه تلویزیونی ۲۰۰۰) (Anne of Green Gables: The Continuing Story 2000)
4. آن در گرین گیبلز، یک شروع تازه (فیلم ۲۰۰۸) (Anne of Green Gables: A New Beginning 2008 film)